# Fontinalis waghornei
Fontinalis waghornei är en bladmossart som beskrevs av Jules Cardot 1896. Fontinalis waghornei ingår i släktet näckmossor, och familjen Fontinalaceae. Inga underarter finns listade i Catalogue of Life.